# Oodgeroo Noonuccal

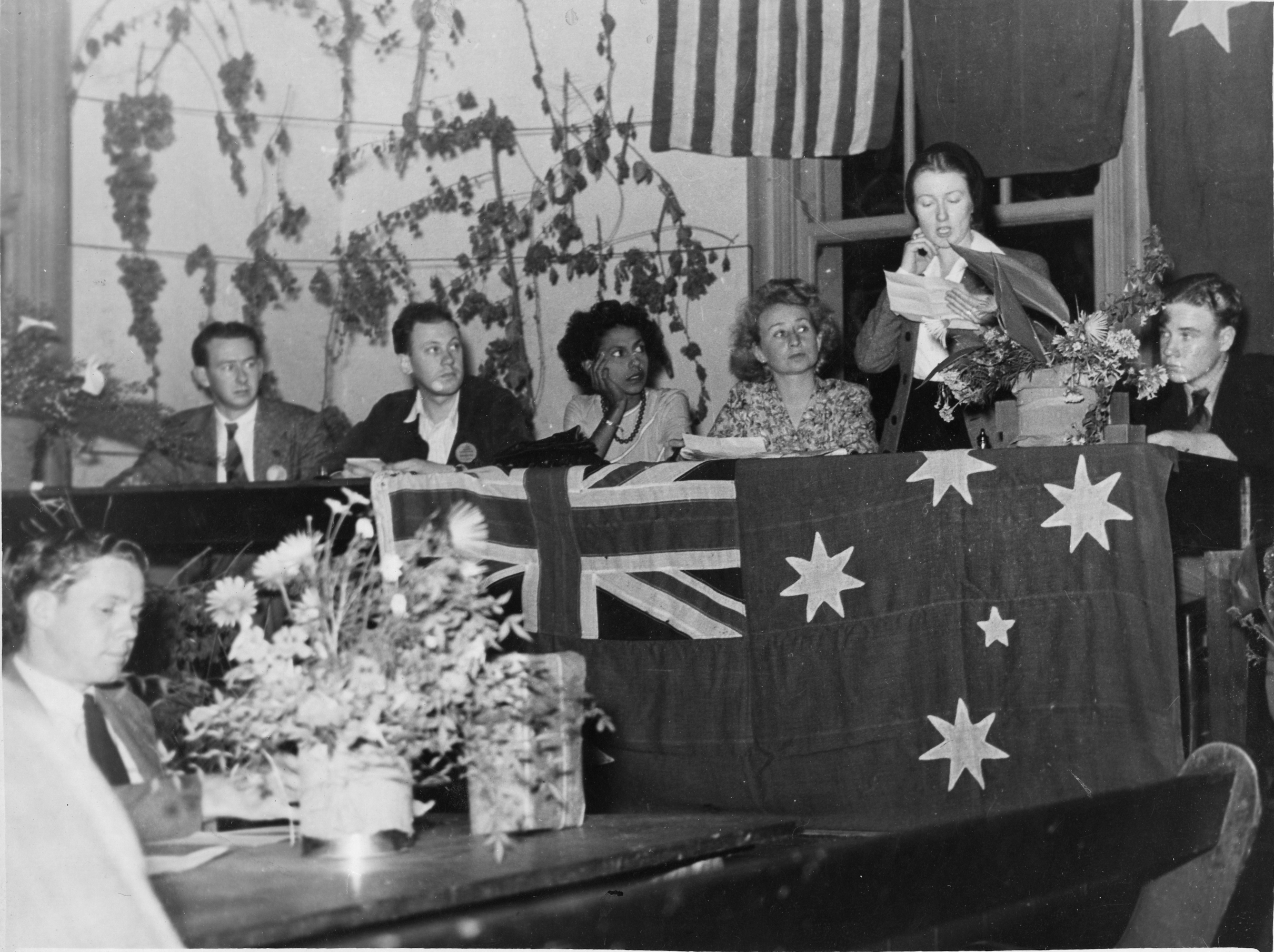
Kath Walker (am Tisch, 3. v. l.) auf der Konferenz zur Jugendcharta 1949 in Brisbane

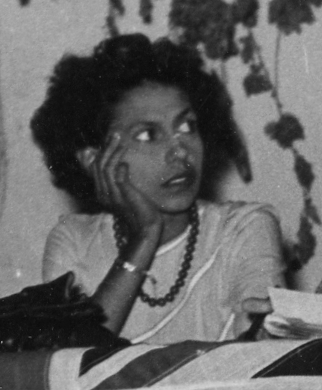
Kath Walker auf der Konferenz zur Jugendcharta 1949 in Brisbane

Oodgeroo Noonuccal (* 3. November 1920 auf Stradbroke Island östlich von Brisbane in Queensland; † 16. September 1993 in Brisbane) wurde als Kathleen Jean Mary Ruska getauft und war als Kath Walker verheiratet. Sie war eine Aborigine der Noonuccal und eine politische Aktivistin, Künstlerin, Dichterin und Pädagogin. Als Vorkämpferin für die Rechte der Aborigines war sie die erste Aborigine, die ein Buch mit Gedichten veröffentlichte.

## Leben
Oodgeroo Noonuccal war eines von sechs Kindern von Ted und Lucy Ruska. Ihr Vater Ted war ein Arbeiter, der sich für die Rechte der Arbeitenden einsetzte und in einem Arbeiterstreik im Jahre 1935 engagiert war. Von ihm hatte sie ihr starkes Gerechtigkeitsempfinden. Mit der Tradition der Aborigines verbanden sie die Traumzeitfiguren von Regenbogenschlange und Rautenpythons, die sie in Büchern darstellte.
Sie ging ungern zur Schule, da sie als Linkshänderin beim Schreiben bestraft wurde. Sie verließ die Schule 1933 im Alter von 13 Jahren in der Zeit der Großen Depression und arbeitete zunächst als Haushaltshilfe in Brisbane. Während des Zweiten Weltkriegs arbeitete sie ab 1942 beim Australian Women’s Army Service im Armee-Hauptquartier von Brisbane und unterrichtete Rechnungswesen, Schreibmaschineschreiben und Kurzschrift. Sie erreichte den militärischen Rang eines Korporals und wurde nach einer schweren Mittelohrentzündung aus dem Dienst entlassen.
Im Jahr 1942, in dem sie zum Dienst verpflichtet wurde, heiratete sie Bruce Walker, einen Aborigine, der von Beruf Schweißer war. Ihre Lebenswege trennten sich, als ihr erster Sohn Denis Walker im Dezember 1946 geboren wurde. In den frühen 1950er Jahren begann sie wieder als Haushaltshilfe zu arbeiten und gebar ihr zweites Kind Vivian Walker. Im Jahr 1988 übernahm sie ihren traditionellen Aborigine-Namen Oodgeroo (Myrtenheiden).

## Politik
In den 1950er Jahren wurde sie Mitglied der Communist Party of Australia. Während der 1960er Jahre ist sie sowohl als politische Aktivistin als auch als Schriftstellerin bekannt geworden. Sie arbeitete in Queensland im Staatssekretariat des Federal Council for the Advancement of Aboriginal and Torres Strait Islanders für das Referendum der Aborigines von 1967 und war in weiteren politischen Organisationen aktiv. Oodgeroo Noonuccal war die Schlüsselfigur in der Kampagne des Referendums von 1967 für die vollen Bürgerrechte der Aborigines, die Premierminister Robert Menzies 1965 und sein Nachfolger Harold Holt 1966 verfolgte. 1969 stellte sie sich für die Australian Labor Party (Arbeiterpartei) für eine Wahl zur Verfügung, in der sie zu wenig Stimmen für einen Wahlerfolg erhielt. Sie wurde 1970 mit dem Order of the British Empire ausgezeichnet, den sie 1988 zurückgab, da die Regierung die Geschichte und Rechte der Aborigines zur Australian Bicentenary celebration, der 200-Jahr-Feier der britischen Kolonisation, im Rahmen dieser Feier kaum beachtete und darstellte.

## Schriftstellerin

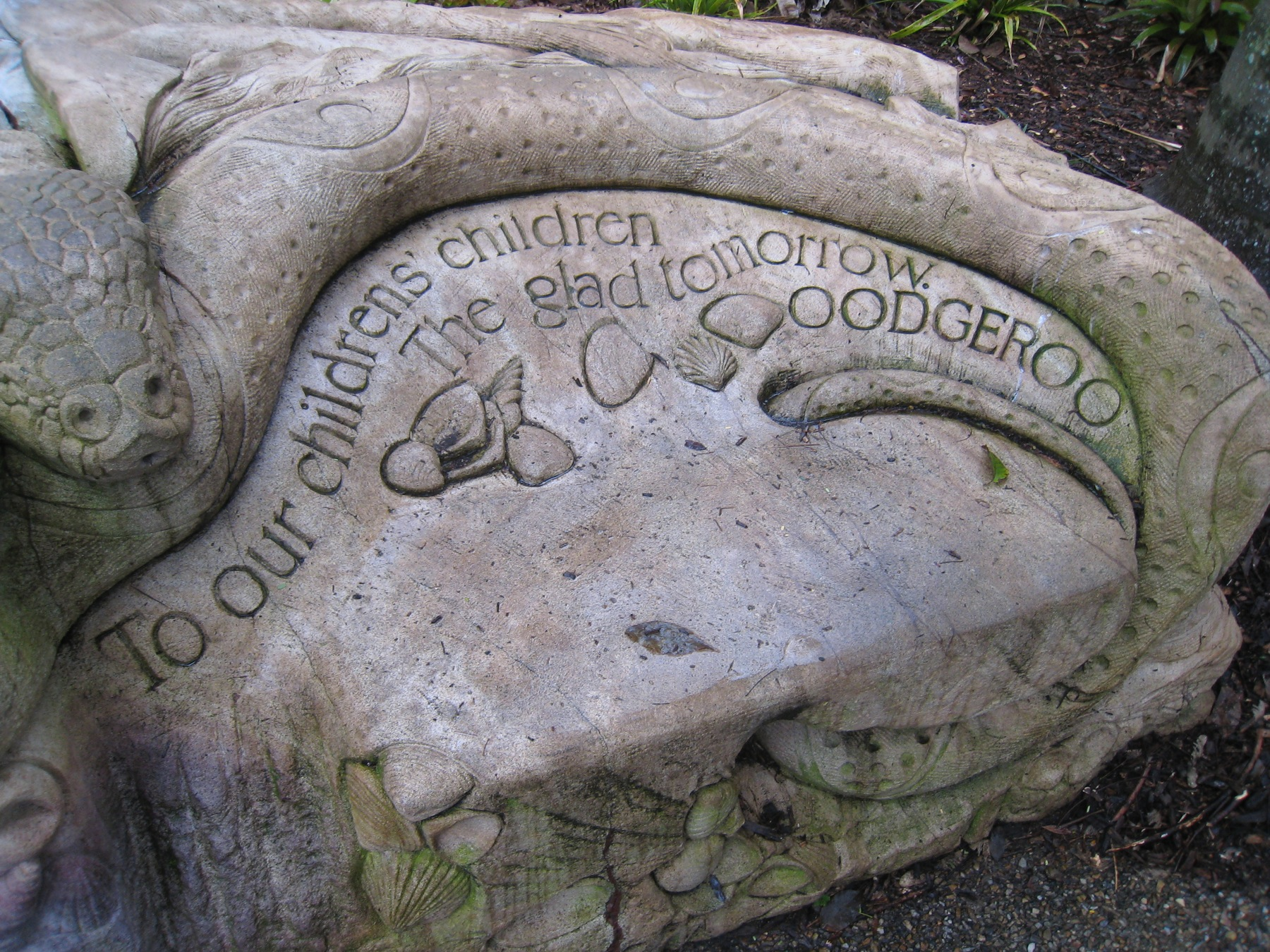
Zitat von Oodgeroo Noonuccal auf einer Skulptur in Brisbane

Sie schrieb zahlreiche Bücher und war die erste weibliche Schriftstellerin der Aborigines, die nach David Unaipon, der als erster publizierter Schriftsteller der Aborigine anerkannt ist, ein Buch veröffentlichte. We Are Going aus dem Jahre 1964 war ihr erstes Buch. In dem Werk Stradbroke dreamtime (1972) stellte sie außer Erinnerungen an ihre Kindheit auch Legenden ihres Stammes dar. Sie gewann mehrere Literaturpreise, wie den Mary Gilmore Medal im Jahr 1970, den Jessie Litchfield Award 1975 und den Fellowship of Australian Writer Award.
Sie erhielt die Ehrendoktorwürde der Macquarie University und den Doktorgrad der Griffith University.
1972 erwarb sie Besitz in Minjerribah, den sie Moongalba (Sitzplatz) nannte, und etablierte das Noonuccal-Nughie Education and Cultural Centre.
1985 spielte sie eine Rolle als Schauspielerin in Bruce Beresfords Film The Fringedwellers.

## Literatur

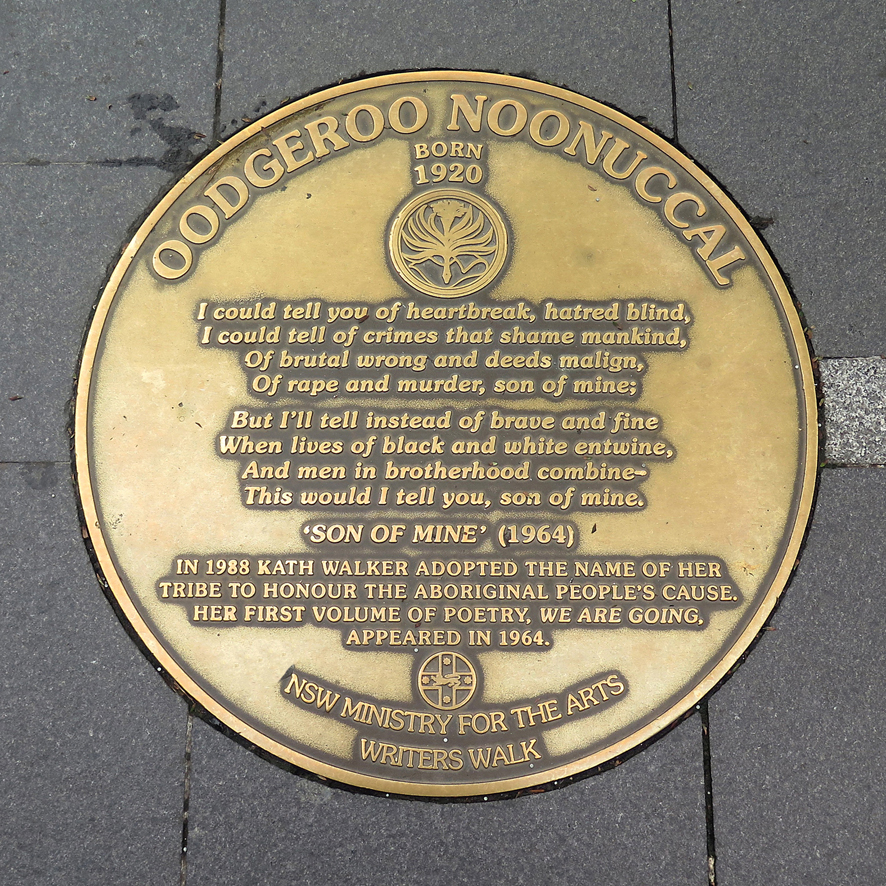
Plakette für Oodgeroo Noonuccal auf dem Sydney Writers Walk